# دوائر بنين
دوائر بنين الإدارية هي المستوى الثالث من التقسيمات الإدارية لبنين، وتندرج تحت التقسيم الثاني البلديات التي تندرج بدورها تحت التقسيم الرئيسي الإدارات.
وتحتوي الدوائر الإدارية على العديد من الأحياء الحضرية، ويبلغ عددها 545 دائرة إدارية.